# Hotline Miami
Hotline Miami is een 2D-actiespel dat is ontwikkeld door Dennaton Games. Het spel wordt uitgegeven door Devolver Digital en kwam op 23 oktober 2012 uit voor Windows. Later zijn er ook versies uitgekomen voor Linux, OS X, de PlayStation 3, de PlayStation 4 en de PlayStation Vita, waar de versies voor de PlayStation 3 en PlayStation Vita zijn geporteerd door Abstraction Games.

## Ontvangst

### Verkoop
In de eerste zeven weken na de release van de Windows-versie van het spel was het spel al meer dan honderddertigduizend keer verkocht. Toch meldde de projectmanager van het spel, Graeme Struthers, dat het spel veel last had van piraterij. Desondanks bracht Jonatan Söderström een update uit voor de illegale versie om enkele bugs uit het spel te halen.